# 布里哈季里夫卡 (伊久姆區)
布里哈季里夫卡（烏克蘭語：Бригадирівка），是烏克蘭東部哈爾科夫州伊久姆區伊久姆市镇内的村落。面積1.75平方公里，海拔高度111米，2001年人口443，人口密度每平方公里253.4人。